# Дешпортіву Ештансія Байшу
Клубе Дешпортіву ді Ештансіа ді Байшу або просто Дешпортіву Ештансія Байшу (порт. Clube Desportivo da Estância de Baixo) — професіональний кабовердійський футбольний клуб з селища Ештансіа ді Байшу, на острові Боа-Вішта.

## Історія
Команда базується в селищі Ештансіа ді Байшу на острові Боа Вішта. «Дешпортіву» жодного разу не вигравав будь-якого трофею.
Клуб уперше і востаннє на сьогодні брав участь у національному чемпіонаті в сезоні 2005 року, він виступав у групі B та зайняв у цій групі останнє місце.
Крім футбольної секції, в клубі також функціонує ще легкоатлетична секція.

## Логотип
Їхній логотип має тонкий щит з блакитним обідком та написом на вершині «CDEB», жовту зірку у лівому верхньому кутку та футбольний м'яч у верхньому правому кутку, на нижній частині щита — біло-блакитні хвилі із зображенням морських черепах, які поширені в північній частині острова.

## Історія виступів у чемпіонатах та кубках

### Національний чемпіонат
| Сезон | Див. | Міс. | Іг. | В | Н | П | ЗМ | ПМ | РМ  | О | Примітки     | Плей-оф            |
| ----- | ---- | ---- | --- | - | - | - | -- | -- | --- | - | ------------ | ------------------ |
| 2005  | 1B   | 5    | 5   | 1 | 0 | 4 | 7  | 26 | -19 | 3 | Не пробилися | Не приймали участі |

### Острівний чемпіонат
| Сезон   | Див. | Міс. | Іг. | В | Н | П  | ЗМ | ПМ | РМ  | О | Кубок | Суперкубок | Примітки                          |
| ------- | ---- | ---- | --- | - | - | -- | -- | -- | --- | - | ----- | ---------- | --------------------------------- |
| 2004-05 | 2    | 2    | 12  | - | - | -  | -  | -  | -   | - |       |            | Вихід до національного Чемпіонату |
| 2007-08 | 2    | 6    | 12  | - | - | -  | -  | -  | -   | - |       |            |                                   |
| 2013-14 | 2    | 8    | 14  | 2 | 3 | 9  | 11 | 29 | -18 | 9 |       |            |                                   |
| 2014-15 | 2    | 8    | 14  | 0 | 4 | 10 | 10 | 52 | -42 | 4 |       |            |                                   |

## Деякі статистичні дані
- Найкращий рейтинг: 5-те (національний чемпіонат — Група B)